# Куников, Цезарь Львович
Це́зарь Льво́вич Ку́ников (23 июня 1909, Ростов-на-Дону — 14 февраля 1943, Геленджик) — советский офицер, командир десантного отряда, захватившего плацдарм «Малая земля», Герой Советского Союза.

## Биография
Родился в Ростове-на-Дону в еврейской семье. Отец — инженер-технолог Лев (Лейб) Моисеевич Куников (1872—?), уроженец Екатеринослава, выпускник Харьковского технологического института, работал механиком в отделениях фирмы «Сименс-Шукерт» в Харькове, Ростове-на-Дону и на Донбассе; мать — Татьяна (Тема) Абрамовна Хейфиц (в первом браке Исако́вич, 1880—1957), была домохозяйкой. Родители заключили брак 1 июня 1904 года в Екатеринославе. Сестра — театровед Елена Львовна Финкельштейн (1906—1971), жена театрального педагога Владимира Львовича Финкельштейна. Их внучка — балерина Елена Игоревна Куникова (род. 1955).
В 1918 году семья, вслед за отступающей Красной армией, переехала из Ростова-на-Дону в Ессентуки, а в 1920 году — в Баку. Вместе с отцом юный Цезарь побывал в Персии. В 1924 году отец с сыном поехал восстанавливать доменное производство в Макеевку. Здесь трудился учеником лаборанта, лаборантом, слесарем, токарем на металлургическом заводе «Унион»-«Югосталь».
Весной 1925 года вступил в комсомол. В конце 1925 года вся семья Куниковых переехала в Москву. Здесь он работал слесарем на фабрике «Союз», затем токарем на тормозном заводе. В 1928 году поступил в Высшее военно-морское училище им. М. В. Фрунзе в Ленинграде. После 5 месяцев учёбы тяжело заболел и был отчислен из училища. После выздоровления проходил срочную воинскую службу механиком на флоте. В 1930 году вернулся в Москву. В 1931 году поступил в МВТУ имени Баумана. С 1932 года — заведующий сектором оборонной промышленности Московского комитета комсомола. Окончил Московскую промышленную академию и Московский машиностроительный институт им. Бубнова. Получив два диплома: инженера-организатора машиностроительного производства и технолога-механика, 26-летний Цезарь Львович пришёл на Московский завод шлифовальных станков. Начав с самой нижней руководящей ступеньки — мастером токарного отделения, уже в марте 1938 года был назначен главным технологом завода. С октября того же года — начальник технического управления Наркомата машиностроения, Наркомата тяжёлого машиностроения, директор ЦНИИ технологии машиностроения, ответственный редактор всесоюзной газеты «Машиностроение». Награждён медалью «За трудовое отличие».
С началом Великой Отечественной войны старший политрук запаса Куников вступил добровольцем в армию. Добился перевода в ВМФ в сентябре 1941 года. Как инженер внёс ценное предложение по переоборудованию речных малотоннажных судов в бронекатера. Служил командиром 14-го отряда водного заграждения Азовской флотилии (впоследствии 13-й отряд сторожевых катеров). Воевал около Таганрога и Мариуполя. Во время освобождения Ростова-на-Дону от немцев в конце ноября 1941 года вместе со своим отрядом водных заграждений при поддержке партизан взорвал мост у станции Синявка. Тем самым был отрезан путь гитлеровцев к Таганрогу. Во время этой операции отрядом было уничтожено большое количество техники и живой силы врага. В качестве комбата морской пехоты активно принимал участие в обороне Темрюка, Керчи. В дальнейшем командовал 305-м отдельным батальоном морской пехоты в составе Черноморской группы войск.
По плану проведения операции «Море», для отвлечения сил противника, в ночь с 3 на 4 февраля 1943 года десантный отряд моряков-добровольцев (275 человек) под командованием майора Ц. Л. Куникова с минимальными потерями (один убитый, трое раненых) высадился на занятом врагом, хорошо укреплённом побережье в районе Новороссийска, у пос. Станичка (м. Мысхако «Малая земля»). Стремительным ударом десантный отряд выбил немцев из опорного пункта и прочно закрепился на захваченном плацдарме. На рассвете разгорелся ожесточённый бой. Десантники в течение суток отразили 18 атак противника. К концу дня боеприпасы были на исходе. Положение казалось безвыходным. Тогда отряд майора Куникова совершил внезапный налёт на артиллерийскую батарею противника. Истребив орудийный расчёт и захватив орудия, они открыли из них огонь по атакующим вражеским солдатам. Ввиду неудачной высадки главных сил десанта, плацдарм, занятый подразделением Куникова, превратился из отвлекающего в основной. Семь дней десантники отбивали яростные атаки врага. Удерживая освобожденную территорию до подхода основных сил, моряки выбивали (зачищали) противника из многоэтажных зданий. Впервые в практике подразделений советской морской пехоты Куников провёл практическое обучение личного состава технике высадки на берег в ночное время в зимних условиях, овладения холодным оружием, стрелковым и артиллерийским вооружением противника.

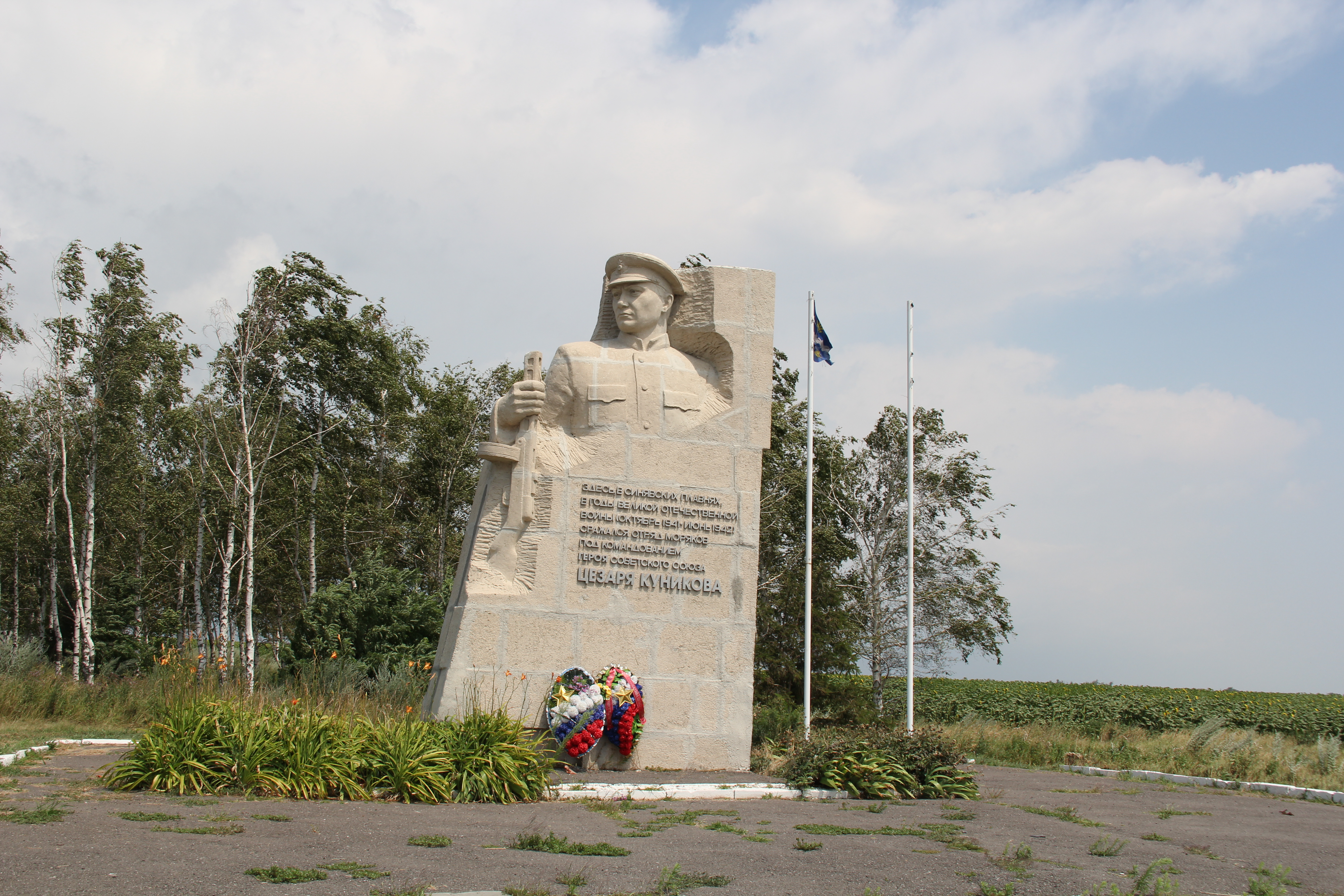
Памятник Куникову на трассе М-23 Ростов-на-Дону — Таганрог (поворот на село Синявское).
На памятнике высечены следующие слова: «Здесь в синявских плавнях в годы Великой Отечественной войны (октябрь 1941 — июнь 1942) сражался отряд моряков под командованием Героя Советского Союза Цезаря Куникова»

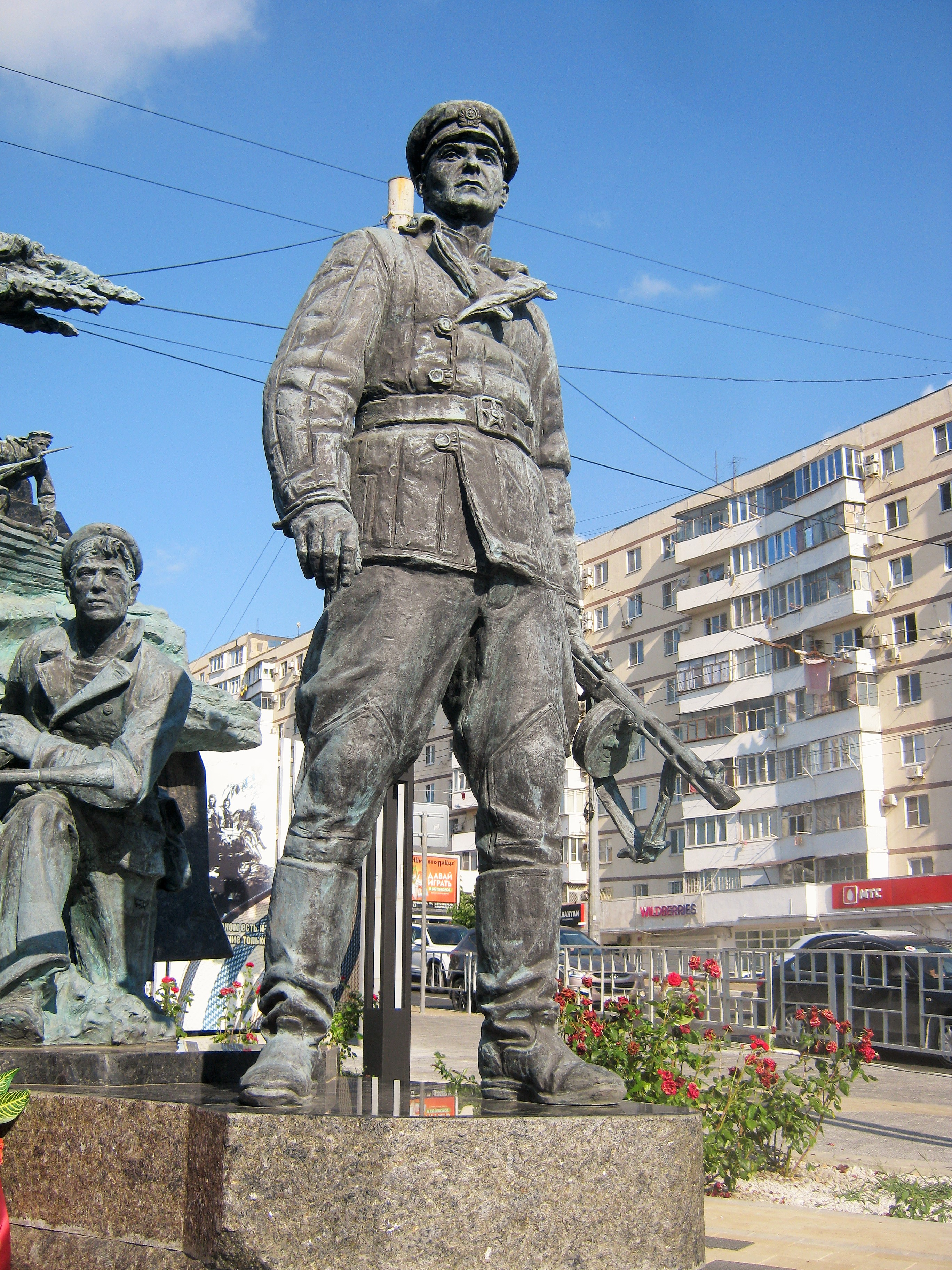
Памятник Цезарю Куникову на улице Куникова в Новороссийске.
Скульпторы: К.Филиппов и И.Коротченко

В ночь на 12 февраля 1943 года Куников был смертельно ранен взрывом «шальной» мины на Малой земле, эвакуирован в Геленджик, и там 14 февраля 1943 года скончался от ран. Похоронен в Геленджике на городском кладбище, по окончании войны прах перезахоронен на площади Героев в Новороссийске.
Указом Президиума Верховного Совета СССР «О присвоении звания Героя Советского Союза начальствующему составу Красной Армии» от 17 апреля 1943 года за «образцовое выполнение боевых заданий командования на фронте борьбы с немецкими захватчиками и проявленные при этом отвагу и геройство» удостоен посмертно звания Героя Советского Союза. Имя Куникова навечно занесено в списки его воинской части.

## Текст клятвы отряда майора Куникова
«Мы получили приказ командования — нанести удар по тылам врага, опрокинуть и разгромить его.
Идя в бой, мы даем клятву Родине, великому Сталину в том, что будем действовать стремительно и смело, не щадя своей жизни ради победы над врагом. Волю свою, силы свои и кровь свою, каплю за каплей, мы отдадим за жизнь и счастье нашего народа, за тебя, горячо любимая Родина.
Нашим законом есть и будет движение только вперед!
Мы победим! Да здравствует наша победа!»

## Семья
У него остался сын Юрий (1936—2003).
После войны вдова Цезаря Куникова — Наталья Васильевна, вышла замуж за командира Куникова — командующего Новороссийской ВМБ, вице-адмирала Георгия Никитича Холостякова. В 1983 году вместе с супругом погибла от рук грабителей в собственной квартире в Москве.
Внучка — Наталья Юрьевна Любимова (Куникова). Переводчик и преподаватель японского языка. Жена известного журналиста Александра Любимова.
Внук — Юрий Юрьевич Куников.
Выяснение еврейского происхождения Куникова потребовало целого расследования со стороны ленинградца Семена Вульфовича Узина. О происхождении Куникова не было никаких официальных данных, его родственники отказывались обсуждать этот вопрос. После долгих поисков Узин выяснил, что мать Куникова Татьяна Абрамовна похоронена на Еврейском кладбище в Ленинграде. Также ему удалось сфотографировать поминальную книжку старших Куниковых и его дядей, на еврейском и русском языках. На основе этих материалов вышла публикация в журнале на идиш Советиш геймланд в 1970 году. В 1980-е годы москвич Ефим Гохберг добился от Министерства обороны СССР указаний в издаваемых справочниках о героях войны указания происхождения Куникова.

## Награды
- Награждён орденом Ленина и медалью «За трудовое отличие».
- Награждён орденом Александра Невского (приказом по ЧФ № 18с от 07.04.1943 г.)

## Память
- Именем Героя названы: улицы в Краснодаре, Ростове-на-Дону, Азове, Геленджике и Новороссийске, площадь в Москве, гимназия № 2 Новороссийска, школа № 6 города Туапсе, школа № 8 города Геленджика, школа № 3 города Азова, малая планета 2280 Kunikov.
- Советский писатель Л. Соболев, будучи фронтовым корреспондентом «Красной звезды», встречался с Куниковым и описал это в своих очерках.
- О Цезаре Львовиче писатель Петр Межирицкий написал книгу «Товарищ майор».
- Д. Файнштейн и А. Хирикилис (ординарец Куникова) написали книгу воспоминаний «Вместе с Цезарем».
- Майор Ц. Л. Куников упоминается в книге Л. И. Брежнева «Малая земля».
- Куников навечно зачислен в списки 810-й отдельной ордена Жукова бригады морской пехоты Черноморского флота.
- Бюст Ц. Л. Куникова установлен в Азове и в бухте Казачьей, город Севастополь.
- 1 октября 2021 года в торжественной обстановке открыли памятник Ц. Л. Куникову, установленный в Новороссийске на перекрёстке ул. Куникова и пр. Ленина. В монументе отражен собирательный образ десантников, высаживавшихся в ночь с 3 на 4 февраля 1943 года.
- Памятник на трассе М-23 Ростов-на-Дону—Таганрог (у села Синявское).
- Памятные доски Цезарю Куникову установлены в Новороссийске (угол жилого дома по ул. Куникова, 9) и Ростове-на-Дону (ул. Баумана, 35).
- Министерство связи СССР, а затем и Почта России выпустили памятные конверты, посвящённые Куникову.
- История Ц. Л. Куникова легла в основу серии «Новороссийск» из 13-серийного документально-игрового фильма «Города-Герои» (2010, телекомпания ОНТ, Беларусь).
- Упоминается в рассказе Анатолия Маркуши «Земля Цезаря».
- Мемориальная доска установлена на Московском тормозном заводе.
- Навечно зачислен в списки в/ч 13140 (810-я отдельная бригада морской пехоты), Казачья бухта, город Севастополь.
- 29 августа 2019 года школе № 43 г. Краснодара было присвоено имя Героя Советского Союза Цезаря Львовича Куникова.
- С 1989 года имя носил большой десантный корабль БДК-64 «Цезарь Куников» Черноморского флота ВМФ России.
- 1 октября 2021 года в городе-герое Новороссийске на пересечении улицы Куникова и проспекта Ленина установлен памятник Ц. Л. Куникову[12].

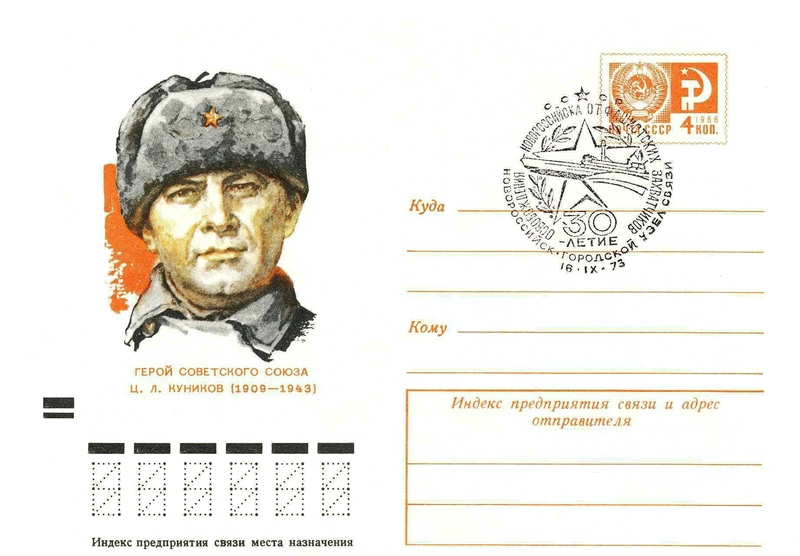
Советский почтовый конверт, посвящённый Куникову
Конверт Почты России, посвящённый Куникову
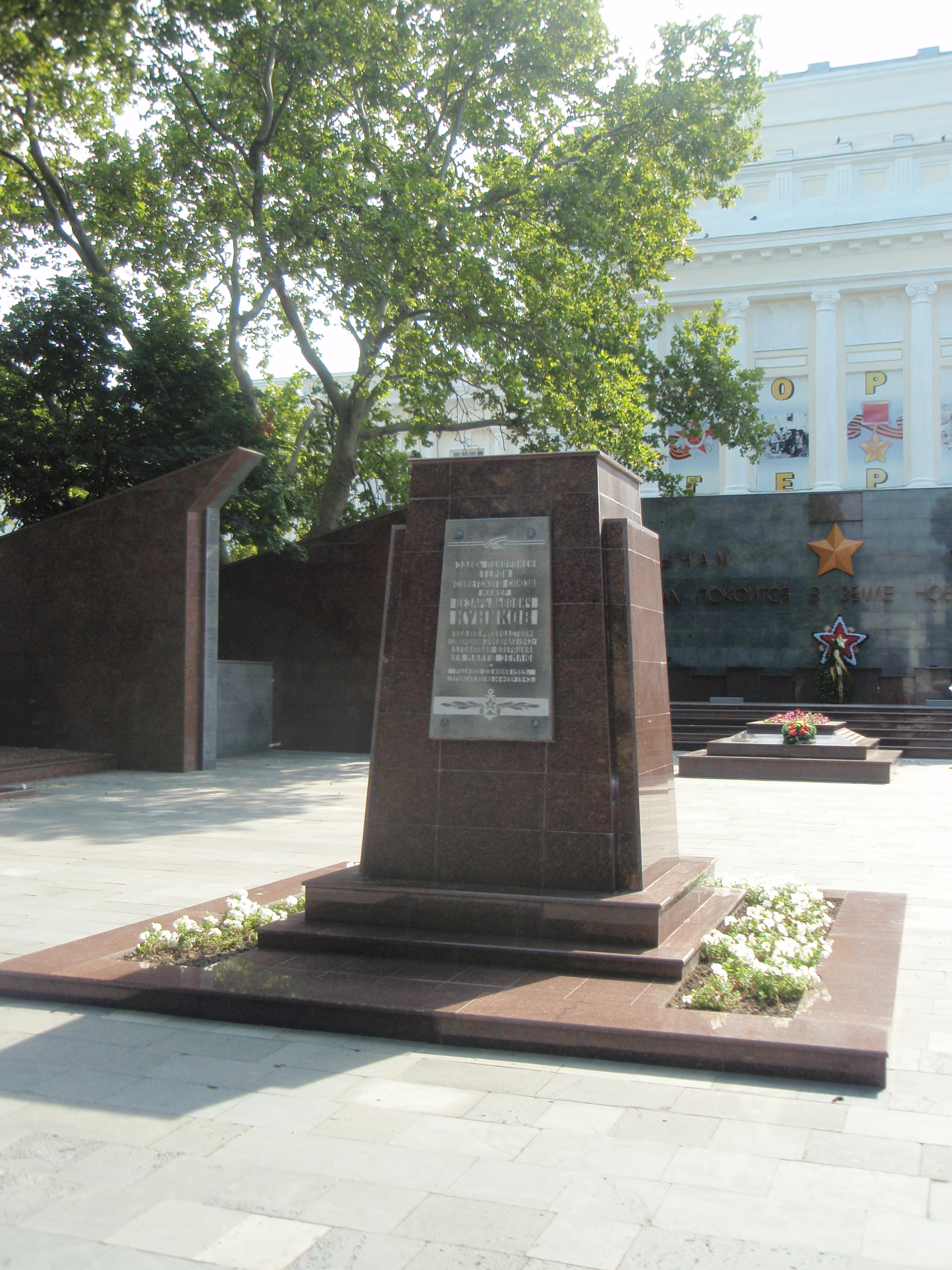
Могила Куникова на площади Героев в Новороссийске
Памятная доска в Ростове-на-Дону
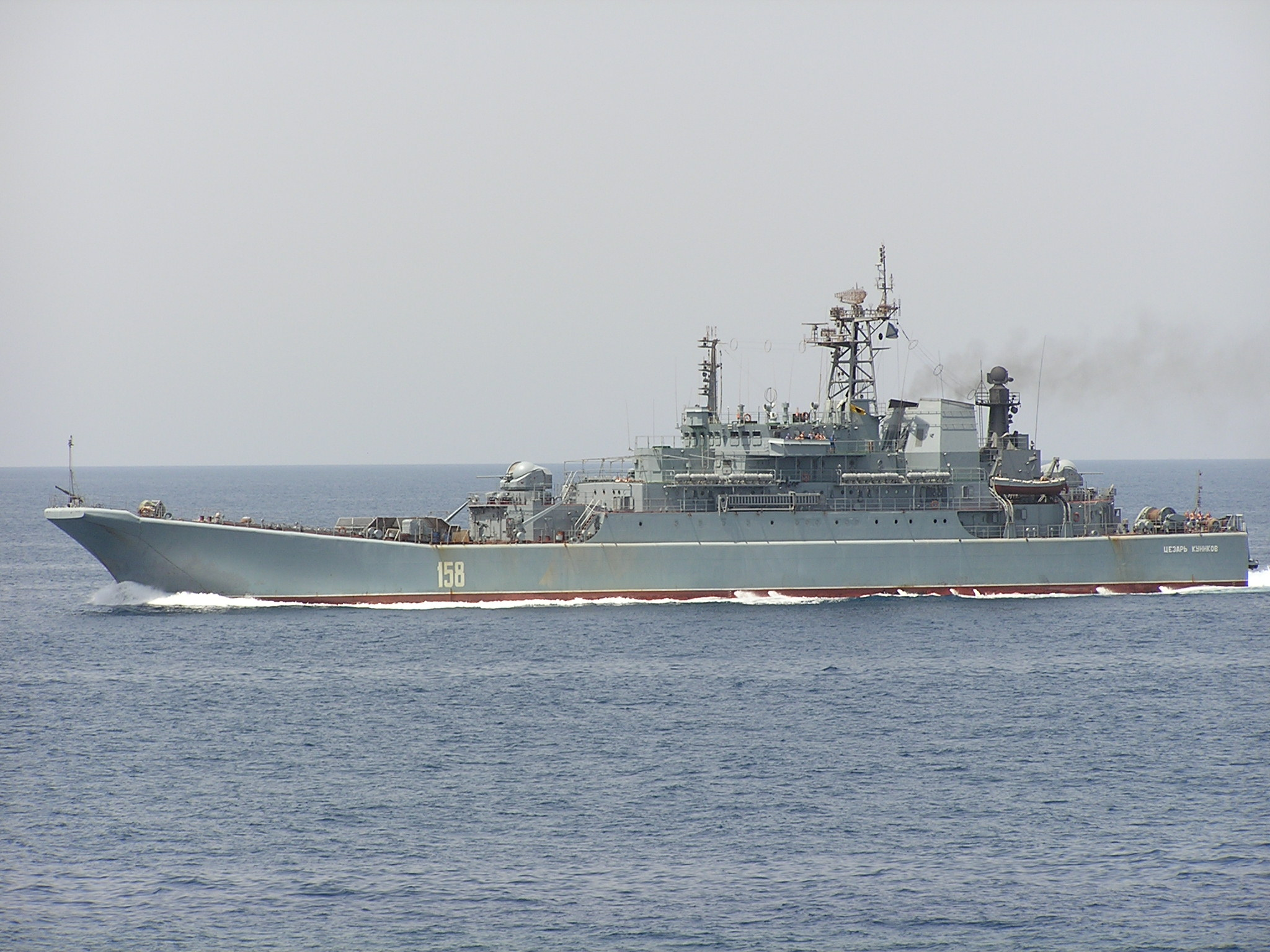
БДК-64 «Цезарь Куников» в Красном море, 2003 год